# 김지현 (축구 선수)
김지현(金址泫, 1996년 7월 22일 ~ )는 대한민국의 축구 선수로 포지션은 센터포워드, 왼쪽 윙어, 공격형 미드필더이며 현재 K리그2 수원 삼성 블루윙즈 소속이다.

## 구단 경력
2018 시즌을 앞두고 K리그1의 강원 FC에 입단했다. 9월 23일 제주 유나이티드와의 경기에서 프로 데뷔골을 기록했다. 11월 4일 열린 전남 드래곤즈와의 경기에서 전반 16분 시즌 2호골을 기록했다. 이 골을 잘 지킨 강원 FC는 1-0으로 승리했고 2019시즌에도 K리그1에 남게 되었다. 입단 첫 해임에도 12경기 3골이라는 성과를 보여주었다.
2019년 3월 17일 전북 현대와의 경기에서 후반 17분 시즌 마수걸이 골을 기록했다. 이 골은 이 경기에서의 유일한 골이었으며 강원은 3111일만에 전북을 상대로 승리할 수 있었다. 7월 6일 FC 서울과의 경기에서 멀티골을 기록하였으며 팀은 2-2 무승부를 거두었다. 이 경기에서의 활약을 토대로 19라운드 라운드 MVP를 수상했다. 이후 강원의 주전 선수로 계속해서 활약을 했으며 2019시즌 27경기 10골 1도움을 올렸다. 그리고 이와 같은 활약을 토대로 K리그 영플레이어상을 수상했다.
2021년 1월 13일 5각 트레이드로 울산 현대로 이적하였다.
강원 시절 때보다 부진하여 1골에 그쳤고 힌터제어와 김천 상무에서 돌아온 오세훈에게 주전 경쟁에 밀려났다. 시즌 후, 군 문제를 해결하고자 상무에 입대하였다.

## 수상

### 구단
- 울산 HD : 2023, 2024

#### 개인
- K리그 영플레이어상: 2019